# Sînhaii, Korosten
Sînhaii (în ucraineană Сингаї) este localitatea de reședință a comunei Sînhaii din raionul Korosten, regiunea Jîtomîr, Ucraina.

## Demografie
Componența lingvistică a localității Sînhaii
     Ucraineană (97,53%)
     Rusă (2,14%)
     Alte limbi (0,33%)
Conform recensământului din 2001, majoritatea populației localității Sînhaii era vorbitoare de ucraineană (97,53%), existând în minoritate și vorbitori de rusă (2,14%).